# 이시다 안나
이시다 안나(일본어: 石田 安奈, 1996년 5월 27일 - )는 일본 여성 아이돌 그룹 전 SKE48 팀KII의 멤버이다.

## 개요
- SKE48 팀KII 멤버.
- 2017년 5월 31일, SKE48 팀KII 졸업.